# Odra (odbočka)
Odra (nebo též Odb Odra) je odbočka, která se nachází na tzv. Polanecké spojce v km 37,561 železniční tratě Český Těšín – Polanka nad Odrou a v km 0,185 odbočné tratě z odbočky Odra do Ostravy-Svinova. Tato trať je od stanice Ostrava-Vítkovice do odbočky dvoukolejná, v odbočce se dělí na jednokolejné tratě do Ostravy-Svinova a Polanky nad Odrou. Odbočka není obsazena výpravčím a je dálkově ovládána traťovým dispečerem z CDP Přerov.
Odbočka se v rámci Ostravy nachází v městském obvodu Svinov, leží na levém břehu řeky Odry v bezprostředním sousedství rezervace Rezavka.

## Historie
Odbočka vznikla v 60. letech 20. století v rámci budování tzv. Polanecké spojky, tj. trati spojující dnešní stanici Ostrava-Svinov a výhybnu Polanka nad Odrou přes Ostravu-Vítkovice do Ostravy-Kunčic. Provoz přes odbočku ve směru na Polanku byl zahájen 27. srpna 1964, ve směru na Svinov pak 22. prosince 1964. V letech 2001 až 2004 probíhala modernizace úseku Studénka – Ostrava hl. n., ve kterém sice odbočka Odra neleží, ale v rámci této stavby bylo v odbočce aktivováno nové zabezpečovací zařízení s dálkovým ovládáním z výhybny Polanka nad Odrou (v lednu 2004 již fungovalo elektronické stavědlo i dálkové řízení). V roce 2009 bylo zavedeno dálkové ovládání z CDP Přerov.

## Popis

### Reléové zabezpečovací zařízení
Před aktivací elektronického stavědla na počátku nového tisíciletí byla odbočka zabezpečena reléovým zabezpečovacím zařízením, které obsluhoval výpravčí přímo na stavědle odbočky. Všech šest výhybek bylo vybaveno elektromotorickým přestavníkem a ohřevem. Jízda vlaků v jednokolejných úsecích do stanice Ostrava-Svinov a výhybny Polanka nad Odrou byly zabezpečeny pomocí obousměrného trojznakového automatického bloku (do Polanky bez oddílových návěstidel). Světelná vjezdová návěstidla byla označena následovně: od Ostravy-Vítkovic L (na 2. traťové koleji) a 1L (na 1. traťové koleji), od Ostravy-Svinova OS a od Polanky nad Odrou SP. Mezi odbočkou a Ostravou-Vítkovicemi byl v obou traťových kolejích jen jednosměrný automatický blok. Pokud bylo nutné v případě výluky jet po nesprávné koleji, muselo být zavedeno telefonické dorozumívání.

### Elektronické stavědlo
Odbočka je nejpozději od ledna 2004 vybavena elektronickým stavědlem ESA 11 (integrovaným do zabezpečovacího zařízení výhybny Polanka nad Odrou) a je dálkově ovládána z CDP Přerov nebo z dopravní kanceláře výhybny Polanka nad Odrou. Ta je však také standardně neobsazena výpravčím, v případě potřeby tam dojede pohotovostní výpravčí ze Suchdola nad Odrou. Místní obsluha zabezpečovacího zařízení přímo z odbočky není možná.

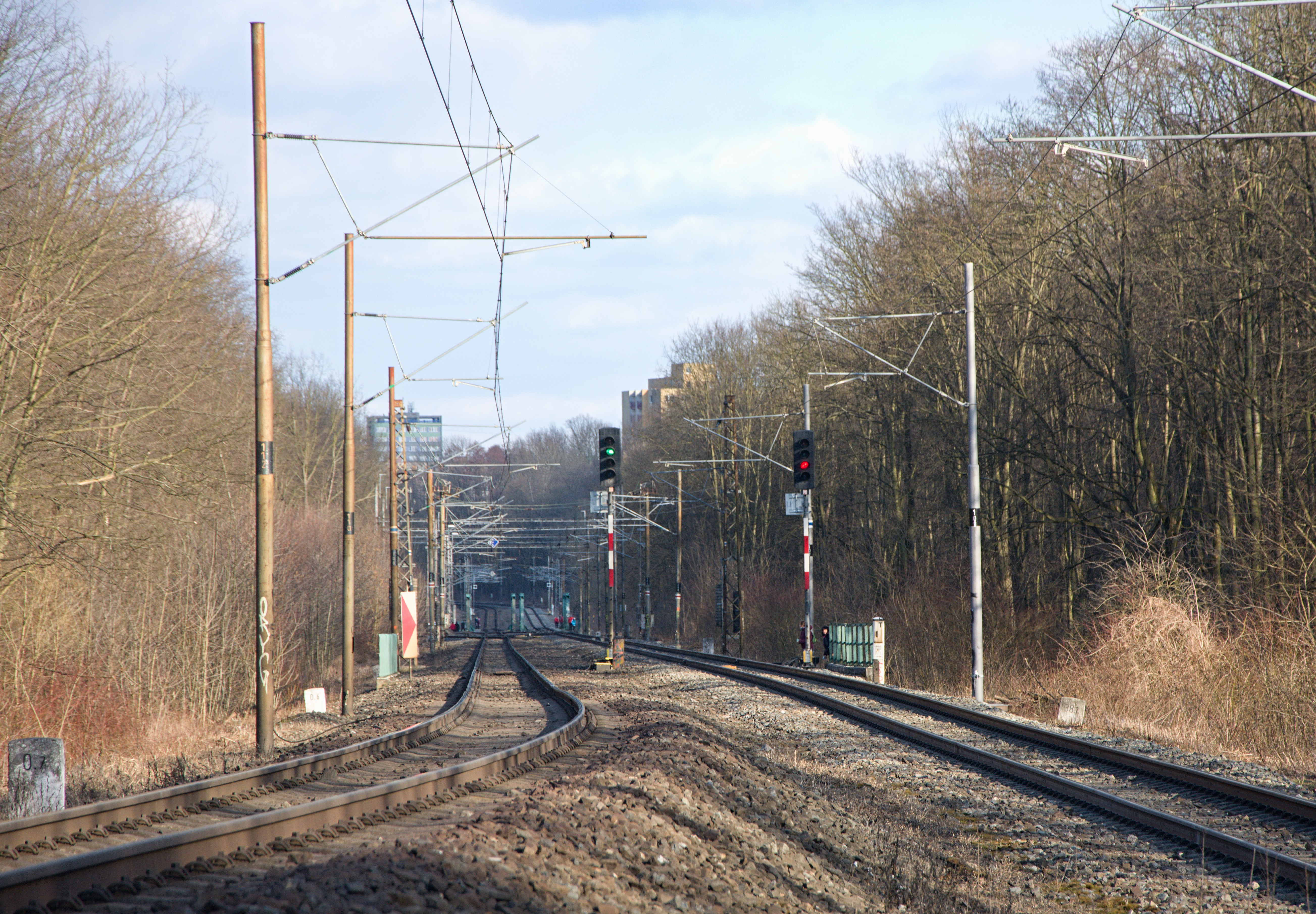
Vjezdová návěstidla odbočky od Ostravy-Svinova (vlevo) a od Polanky nad Odrou

V odbočce je celkem šest výhybek vybavených elektromotorickým přestavníkem a ohřevem: čtyři na spojkách mezi traťovými kolejemi, jedna směřující na odvratnou kolej ve směru od 2. traťové koleje od Vítkovic a jedna na odvratnou kolej ve směru od Svinova. Odbočka je kryta čtyřmi vjezdovými návěstidly zapojenými do zabezpečovacího zařízení: 1VL a 2VL od Ostravy-Vítkovic, PS od Polanky nad Odrou a OS od Ostravy-Svinova. Jízda vlaků mezi odbočkou a stanicemi Ostrava-Vítkovice (po obou traťových kolejích) a Ostrava-Svinov je zabezpečena obousměrným trojznakovým automatickým blokem ABE-1. Mezi odbočkou a výhybnou Polanka nad Odrou je jízda vlaků zajištěna traťovým souhlasem integrovaným do staničního zabezpečovacího zařízení.

## Nehoda 22. října 2011
22. října 2011 došlo v odbočce Odra k nehodě osobního vlaku č. 3428, který jel z Ostravy-Vítkovic do Ostravy-Svinova a byl tvořen elektrickou jednotkou řady 471 (v čele s řídicím vozem č. 971.025). V době příjezdu vlaku k odbočce Odra byla přes odbočku postavena vlaková cesta pro protijedoucí vlak 3429 jedoucí po jednokolejné trati od Ostravy-Svinova směr Ostrava-Vítkovice. Z tohoto důvodu byla na návěstidle 2VL návěst „Stůj“, která však nebyla respektována strojvedoucím vlaku 3428, ten tak pokračoval v jízdě, vjel na odvratnou kolej v odbočce a zastavil až po proražení zarážedla na konci této koleje. Následkem této nehody byl zraněn strojvedoucí a šest cestujících z vlaku 3428, došlo k vážnému poškození všech tří vozů jednotky 471.025 a k poškození železniční infrastruktury v odbočce. Odpovědnost za vznik této nehody nese dle Drážní inspekce strojvedoucí vlaku 3428, který nerespektoval návěst „Stůj“ na vjezdovém návěstidle odbočky Odra.